# SBIネオモバイル証券
株式会社SBIネオモバイル証券（エスビーアイネオモバイルしょうけん）は、かつて、東京都港区六本木に本社を置いていた、SBI証券とCCCマーケティング（現・CCCMKホールディングス）との合弁会社として設立された証券会社。

## 概要
Tポイント（現・Vポイント）を活用した投資を訴求点としていたが、SBI証券においてもポイント投資を開始したことで独自性を喪失し、CCCマーケティングが出資を引き上げSBIファイナンスサービシーズの完全子会社となった。2024年1月にSBI証券に吸収合併されて消滅。

## 特徴
少額での投資やTポイントでの投資が可能。
1株単位、数百円から株の購入が可能であり、その手数料は月間50万円までの取引であれば、月額200円（税別）固定となっている。また、SBIネオモバイル証券の取引のみで使用出来る期間固定Tポイントが毎月200ポイント付与され、さらにサービス利用料（売買手数料）の1%分のTポイント（通常ポイント）が付与される。そのため、月間50万円までの取引であれば、実質手数料18円にて取引ができる。

## 取扱商品
- 国内株式（単元株、単元未満株）
- ひとかぶIPO
- iDeCo（個人型確定拠出年金）
- ロボアドバイザー（WealthNavi for ネオモバ）

## アプリ
- 資産推移グラフ

過去90日までの保有資産がグラフになっており、これまでの投資成績も一目瞭然。グラフには入金・出金も反映され、保有株式だけでなく保有資金の一元管理が可能。
- 株式の定期買付

指定の株式を、定期的に、定額で自動的に買い付ける機能。Tポイントを使って買い付けることも可能。
- ひとかぶIPO

1株単位で申込ができるので少額から申込が可能。
※すべてアプリのみの機能

## 沿革
- 2018年（平成30年）10月30日 - 株式会社SBIネオモバイル証券準備会社を設立。
- 2019年（平成31年/令和元年）
  - 4月10日 - 株式会社SBIネオモバイル証券がサービス開始。
  - 7月 - テレビCMにラストアイドルグループの西村歩乃果を起用。
  - 8月30日 - 10万口座達成。
  - 9月17日 - 定期買付サービス提供開始。
  - 9月28日 - 新スマートフォン用アプリ「ネオモバアプリ」提供開始。
  - 11月21日 - 新サービス「ひとかぶIPO」提供開始。
  - 12月2日 - 20万口座達成[4]。
- 2020年（令和2年）3月27日 - 30万口座達成[5]。
- 2024年（令和6年）1月9日 - SBI証券に吸収合併され消滅[1][2][3]。